# 丹尼·勞埃德
丹尼·愛德華·勞埃德（英語：Danny Edward Lloyd，1972年10月13日—）是一名美國教師和前童星，最出名是在恐怖電影《鬼店》（1980年）中飾演丹尼·托倫斯，該電影改編自史蒂芬·金的1977年同名小說。

## 生涯
勞埃德的第一個也是最著名的角色是史丹利·寇比力克的《鬼店》（1980年）中所飾演的丹尼·托倫斯（Danny Torrance）。由於他能夠長時間保持集中精神，所以他被選中飾演這角色。在Garrett Brown和John Baxter的DVD評論中，他們說寇比力克能夠拍攝所有勞埃德的場景是因為這位六歲的演員沒有意識到他正在拍攝恐怖電影。勞埃德相信他只是演出一部關於一個家庭住在酒店的劇情電影。
勞埃德還接受了史丹利的女兒薇薇安·寇比力克拍攝的《《鬼店》製作特輯》（1980年）的採訪。儘管勞埃德在《鬼店》中表現出色，但他十歲時在電視電影《Will: G. Gordon Liddy》（1982年）中飾演年輕的G·哥頓·利迪後便退出演藝圈了。
2004年，勞埃德在肯塔基州伊麗莎白鎮的伊麗莎白鎮社區技術學院成為一名生物學教授。
2019年，勞埃德在電影《鬼店》的續集《安眠醫生》中客串飾演棒球比賽的觀眾。

## 個人生活
勞埃德一向對他的個人資料保密。他與Jessi Diana（娘家姓Brackett）結婚，育有4名孩子。

## 影視作品列表

### 電影
| 年份 | 標題                              | 角色              | 備註           |
| ---- | --------------------------------- | ----------------- | -------------- |
| 1980 | 《鬼店》 The Shining              | 丹尼·托倫斯       |                |
| 1982 | 《Will: G. Gordon Liddy》         | 年輕的G·哥頓·利迪 | 電視電影       |
| 1984 | 《恐怖大全》 Terror in the Aisles | 丹尼·托倫斯       | 檔案鏡頭       |
| 2012 | 《鬼店之237號房》 Room 237        | 丹尼·托倫斯       | 《鬼店》紀錄片 |
| 2019 | 《安眠醫生》 Doctor Sleep         | 棒球比賽的觀眾    | 客串           |

## 外部連結
- 丹尼·勞埃德在互联网电影资料库（IMDb）上的資料（英文）
- 在AllMovie上丹尼·勞埃德的頁面（英文）